# Хрватска Костајница
Хрватска Костајница (до 1995. Костајница) је град у Хрватској, у Сисачко-мославачкој жупанији. Према попису из 2021. године, Град Костајница је имао 1 946 становника.

## Географија
Костајница је градић на Банији (Сисачко-мославачка жупанија). Смештен је у средишњем делу Поуња, подно Зринске горе. Град је настао на острвцету усред реке Уне, а главнина насеља пружа се уз леву обалу реке.
Кроз Костајницу пролазе важни саобраћајни смерови првенствено долином реке Уне према југу.

## Историја
Костајница је основана 1564. године, а ослобођена је од турске власти 1688. године. Од 1713. до 1771. године постојала је српска православна Костајничка епархија. Почетком 20. века Костајница је град, седиште православне црквене општине и парохије у саставу Костајничког протопрезвитерата. Као парохијске филијале припадају јој околна села: Чукур, Паљани (са црквом Вазнесења Господњег), Мрачај и Мајур. У месту је 1905. године било 134 српска дома са 708 православних Срба. Православно парохијско звање је основано 1777. године, то је парохија треће класе са парохијским домом.
Православна црква у Костајници је посвећена Св. Архангелима Михаилу и Гаврилу, грађена 1743. године. Године 1905. председник црквене општине је Ђуро Комленовић а парох је поп Стеван Матијевић, рођен 1841. године у Јаворњу, који служи 31 годину у месту.
Српски превод једне мудре књиге набавили је 1814. године из Костајнице, синови Радаковића купца месног.
Школске 1905/1906. године у Костајници је српска народна школа са једним школским здањем подигнутим 1883. године. У њој предаје учитељица Анка Славнић, са 22 ђака.

### Други свјетски рат
У Хрватској Костајници су двојица усташа јурили једну жену да силују. "Она је бежала док је могла, а када је посустала, стигли су је и оборили је на земљу и један од њих је ударио ногом у потиљак тако снажно да јој је одвалио свод лобање. Крв и мозак су се пролили по његовој ципели, а он је њеном косом обрисао мало ципелу и продужио даље".
У истом селу су Марици, жени председника општине Боре Лукића, родом из Лапова из Србије "пробушили образ жицом, провукли је кроз уста и уши, а међу ноге јој забили колац". Жицу су стезали док јој нису раздерали цело лице"
На први дан Духова 1941. године натпоручник Јелача је Алексу Остојића из Хрватске Костајнице у затвору извео у двориште и наредио му да легне на леву страну. "Онда му је пришао, држећи велики клин у једној а чекић у другој руци, и закуцао несрећном Остоји клин у десну слепоочницу, а затим га је један усташа убио из револвера.
У Костајници је одржавана седница на којој се већало о судбини православног гробља. Том приликом Марко Лукинић, пекар из Хрватске Костајнице је рекао „Треба све споменике полупати, па направити од њих калдрму на сточној пијаци, а све лешеве који су сахрањени уназад две године из земље повадити и бацити у реку Уну, па затим гробље потпуно преорати, тако да се не зна ни трага те влашке гамади“.

### Рат у Хрватској
У периоду од 1991. до августа 1995. Костајница се налазила у саставу Републике Српске Крајине. Током агресије на РСК августа 1995. године хрватска војска заузела је Костајницу протеравајући већинско српско становништво у граду и околини.

## Становништво

### Попис 2021.
На попису становништва 2021. године, општина Хрватска Костајница је имала 1.879 становника, следећег националног састава:
| Попис 2021.‍   | Попис 2021.‍ | Попис 2021.‍ | Попис 2021.‍ | Попис 2021.‍ |
| ------------- | ----------- | ----------- | ----------- | ----------- |
|               |             |             |             |             |
| Хрвати        | Хрвати      |             | 1.360       | 72,38%      |
| Срби          | Срби        |             | 428         | 22,78%      |
| остали        | остали      |             | 64          | 3,40%       |
| неизјашњени   | неизјашњени |             | 27          | 1,44%       |
| укупно: 1.879 |             |             |             |             |

### Попис 2011.
На попису становништва 2011. године, општина Хрватска Костајница је имала 2.756 становника, следећег националног састава:
| Попис 2011.‍   | Попис 2011.‍ | Попис 2011.‍ | Попис 2011.‍ | Попис 2011.‍ |
| ------------- | ----------- | ----------- | ----------- | ----------- |
|               |             |             |             |             |
| Хрвати        | Хрвати      |             | 1.911       | 69,34%      |
| Срби          | Срби        |             | 690         | 25,04%      |
| остали        | остали      |             | 115         | 4,12%       |
| неизјашњени   | неизјашњени |             | 40          | 1,45%       |
| укупно: 2.756 |             |             |             |             |

### Попис 1991.
По попису становништва из 1991. године, општина Костајница је имала 14.851 становника, распоређених у 39 насељених места.
| година пописа | укупно | Срби           | Хрвати         | Југословени | остали      |
| ------------- | ------ | -------------- | -------------- | ----------- | ----------- |
| 1991.         | 14.851 | 9.343 (62,91%) | 4.295 (28,92%) | 581 (3,91%) | 632 (4,25%) |

Бивша велика општина Костајница је новом територијалном организацијом у Хрватској укинута и формирани су: град Костајница и општине: Доњи Кукурузари, Дубица и Мајур.
Према новој територијалној подели, национални састав 1991. године је био следећи:
| *                       | укупно | Срби           | Хрвати         | Југословени | остали      |
| ----------------------- | ------ | -------------- | -------------- | ----------- | ----------- |
| град Костајница         | 4.996  | 2.984 (59,72%) | 1.401 (28,04%) | 321 (6,42%) | 290 (5,80%) |
| општина Доњи Кукурузари | 3.063  | 2.858 (93,30%) | 126 (4,11%)    | 35 (1,14%)  | 44 (1,43%)  |
| општина Дубица          | 4.237  | 2.120 (50,03%) | 1.732 (40,87%) | 153 (3,61%) | 232 (5,47%) |
| општина Мајур           | 2.555  | 1.381 (54,05%) | 1.036 (40,54%) | 72 (2,81%)  | 66 (2,58%)  |

## Костајница (насељено место), попис 1991.
На попису становништва 1991. године, насељено место Костајница је имало 3.480 становника, следећег националног састава:
| Попис 1991.‍   | Попис 1991.‍  | Попис 1991.‍ | Попис 1991.‍ | Попис 1991.‍ |
| ------------- | ------------ | ----------- | ----------- | ----------- |
|               |              |             |             |             |
| Срби          | Срби         |             | 1.889       | 54,28%      |
| Хрвати        | Хрвати       |             | 1.087       | 31,23%      |
| Југословени   | Југословени  |             | 264         | 7,58%       |
| Муслимани     | Муслимани    |             | 88          | 2,52%       |
| Албанци       | Албанци      |             | 14          | 0,40%       |
| Словенци      | Словенци     |             | 6           | 0,17%       |
| Роми          | Роми         |             | 5           | 0,14%       |
| Македонци     | Македонци    |             | 4           | 0,11%       |
| Пољаци        | Пољаци       |             | 2           | 0,05%       |
| Украјинци     | Украјинци    |             | 2           | 0,05%       |
| Мађари        | Мађари       |             | 1           | 0,02%       |
| Словаци       | Словаци      |             | 1           | 0,02%       |
| Руси          | Руси         |             | 1           | 0,02%       |
| Русини        | Русини       |             | 1           | 0,02%       |
| Црногорци     | Црногорци    |             | 1           | 0,02%       |
| неопредељени  | неопредељени |             | 65          | 1,86%       |
| регион. опр.  | регион. опр. |             | 2           | 0,05%       |
| непознато     | непознато    |             | 47          | 1,35%       |
| укупно: 3.480 |              |             |             |             |